# Lee Remick
Lee Ann Remick, född 14 december 1935 i Quincy i Massachusetts, död 2 juli 1991 i Los Angeles i Kalifornien, var en amerikansk skådespelare.

## Biografi
Remick började som dansös och gjorde filmdebut 1957 som sexig tamburmajor i Ett ansikte i mängden. Hollywood försökte lansera henne som sexbomb och hon kallades "USA:s svar på Brigitte Bardot".
Vacker, med sval sensuell framtoning, gjorde hon många fina rollprestationer. Bland hennes mest kända filmer kan nämnas Lång het sommar (1958), som utpekat våldtäktsoffer i filmen Analys av ett mord (1959; mot James Stewart), Dagen efter rosorna (1962; där hon övertygande spelade patetisk alkoholiserad hustru mot Jack Lemmon; hon blev Oscarsnominerad för denna roll), Hallelujatåget (1965; mot Burt Lancaster) och Ensam dam får besök (1968).
I slutet av 1960-talet tröttnade Remick på Hollywood och tillsammans med sin andre man, producenten William Gowans, flyttade hon till England.
Hon medverkade även i TV-serierna Jennie (1974; i rollen som Jennie Jerome Churchill, mor till Winston Churchill), Ike (1979; i rollen som Eisenhowers älskarinna) och i den populära Mistrals dotter (1984).
Remick diagnostiserades 1989 med njurcancer och avled två år senare, 1991, till följd av sjukdomen.

## Filmografi i urval
- 1957 – Ett ansikte i mängden
- 1958 – Lång het sommar
- 1959 – Analys av ett mord
- 1962 – Dagen efter rosorna
- 1962 – Fruktans grepp
- 1965 – Hallelujatåget
- 1968 – Ensam dam får besök
- 1969 – Hårda bud
- 1974 – Jennie (TV-serie)
- 1976 – Omen
- 1978 – Bilstaden (TV-serie)
- 1979 – Ike Ike (miniserie)
- 1977 – Telefon
- 1979 – Européerna
- 1980 – Tävlingen
- 1984 – Gisslan
- 1984 – Mistrals dotter (TV-serie)
- 1989 – Flykten från helvetet